# N (遊戲)
N（形象化：n）是一款由Metanet Software開發的免費軟體電子遊戲，於2005年發布，是N系列中第一款遊戲，後繼作有N+、N++等。該遊戲最初啟發於淘金者、Soldat，並獲得2005年獨立遊戲節的觀眾獎。

## 遊戲玩法
在遊戲中，玩家將扮演一名忍者在各種關卡中穿梭避免各種危險，在途中收集金幣並最終抵達出口完成關卡。遊戲按鍵除了基本的左右移動與跳躍鍵以外還包含自殺鍵，使玩家可以手動重來關卡。透過在遊戲中搭配各種鍵型的組合可以使玩家的角色作出不同的動作，例如跳躍、對牆跳、扶牆與爬牆等。
遊戲於1.4版中共含有100套關卡，每套關卡分別擁有五個小關。在2.0版中拓展上限到了120套。大多數的關卡皆由開發商Metanet Software設計，除此以外，遊戲也支援客製化關卡，並附有自己的一套關卡編輯器N Editor。
遊戲目標是要在一套90秒的時限內到達出口，中途可以透過收集金幣來增加時限，每一小關所剩餘的秒數可以被帶到下一關，而在最後一關的剩餘秒數則會被轉化為一套關卡的分數。

## 開發過程
在N 1.4版發布的五年後（2010年6月1日），Metanet Software宣布1.5版開發的消息並邀請玩家提供意見回饋。2011年12月，N 2.0的Beta測試版釋出並給予在排行榜榜上有名的人專屬T恤、貼紙以及續作N+的下載碼。2013年1月1日，2.0版本正式釋出，並以ActionScript打造新版的遊戲引擎。2015年7月，該系列的第三作N++於PS4發布並獲得極度好評，並隨後也發布在Windows、OS X、Linux、Xbox One、Nintendo Switch等平台。

## 外部連結
- 维基共享资源上的相關多媒體資源：N
- 官方网站